# Kantorangelav
Kantorangelav (Caloplaca diphyodes) är en lavart som först beskrevs av William Nylander och fick sitt nu gällande namn av Antonio Jatta. 
Kantorangelav ingår i släktet orangelavar och familjen Teloschistaceae. Enligt den finländska rödlistan är arten starkt hotad i Finland. Arten är reproducerande i Sverige. Artens livsmiljö är klippor (inklusive flyttblock).